# ミュージックエイト
株式会社ミュージックエイトとは、東京都世田谷区に本社を置く日本の出版社である。吹奏楽関係者などの間での通称はM8（エムはち）、またはおんぱち。

## 概要
吹奏楽や金管バンドなどの楽譜、CD、教則本などを取り扱う。J-POPなどのヒット曲を吹奏楽のために編曲した楽譜のシリーズがあり、日本の吹奏楽関係者を中心に親しまれている。初心者や少人数編成でも演奏できるレベルのものもある。実音のキーは調号♭1個から4個までを選択（ただし、転調する曲にはそれ以外のキーが使用されている場合がある）。なぜなら、ミュージックエイトは小中学生（初心者も含む）といった子供でも演奏しやすいようにシンプルに（5段階の難易度グレードで3以下になるように）編曲されているからである。
陸上自衛隊東部方面音楽隊およびNHKサービスセンターに在籍歴があり、服部良一・克久親子の弟子兼写譜者を務めていた助安由吉が1965年に創業。東部方面音楽隊在籍時、当時の隊にクラシックの楽譜しかなかった中で「南国土佐を後にして」の吹奏楽アレンジを披露したところ観客から絶賛されたことが創業のきっかけとなったという。当初はクラシック志向の強かった吹奏楽界から敬遠されてきたものの、以来、様々な楽曲を出版。特に「より多くの人が演奏しやすい楽譜をつくる」というスタンスから学生の演奏しやすい、演奏の比較的容易な楽譜が多く存在するのも特徴となっている。2017年11月現在はオンデマンド楽譜を含め6000曲以上の出版がある。また、「M8スタイル」「IN 吹奏楽」「吹奏楽ベスト」「M8ブラバン」などの多数のCDとの企画による楽譜や海外出版社の輸入楽譜も扱う。楽譜専用ファイル『note-Note』発売。サンリオコラボグッズ発売。
なお、創業者の助安由吉は2015年6月1日をもってミュージックエイトを去っており、2代目社長（創業者の長男）が代表を務める元子会社のロケットミュージック（元商号：株式会社エイトカンパニィ、2011年設立、2014年に独立）に移っている。
創業者による50周年挨拶によれば、現ミュージックエイトの社長（3代目社長、創業者の次男）から、実父である創業者に対して経営方針の変化を理由にミュージックエイトからの退任を要請され、不本意ながら退任する結果となったと述べている。